# Кузнецова Інна Станіславівна
І́нна Станісла́вівна Кузнецо́ва (30 березня 1963, Київ — 16 вересня 2023, Вільнюс, Литва) — українська журналістка, головна редакторка Київського бюро Радіо Свобода.

## Життєпис
Закінчила факультет журналістики Київського державного університету ім. Т. Г. Шевченка.
Одружена з інженером-схемотехніком.

## Робота
Працювала кореспонденткою, політичною оглядачкою Національної радіокомпанії України.
На початку 2000-х брала участь у створенні першої недержавної розмовної радіостанції Ера FM. На проєкт знадобилося кілька років. У липні 2002 року «Радіо Ера» вийшло в ефір, Кузнецова стала його першою головною редакторкою. Під час Помаранчевої революції «Радіо Ера» була мало не єдиним ЗМІ, з якого українці цілодобово отримували об'єктивну інформацію. Кількамісячний цілодобовий прямоефірний марафон «Радіо Ера» почався з рішення Кузнецової перервати тематичну програму й зайти в студію, щоб спілкуватись зі слухачами, які безперервно телефонували в ефір. На той час радіо мало аудиторію близько 5 млн слухачів.
У 2007—2008 роках — директор з розвитку холдингу «Главред-медіа».
З січня 2009 року — головна редакторка Київського бюро Радіо Свобода. Ведуча програм «Ваша свобода» та «Суботнє інтерв'ю».
Керувала роботою бюро під час Революції гідності і від початку російської агресії. Була серед перших стрімерів, вела прямі трансляції як з Майдану, так і з Антимайдану. Роботу колективу Київського бюро Радіо Свобода під час Євромайдану Рада директорів мовлення США (BBG) відзначила премією імені Дейвіда Берка. В цей же час українська редакція Радіо Свобода почала розвиватися не лише як радіомовник, а й поширювати інформацію на інших сучасних медійних платформах, зокрема й через нові медіа.

## Нагороди
- Орден «За заслуги перед Литвою» (2006).